# Toàn quyền New Zealand
Toàn quyền New Zealand (tiếng Māori: Te kāwana tianara o Aotearoa) là đại diện của quân chủ New Zealand, hiện là Charles III. Toàn quyền do quân chủ bổ nhiệm theo đề nghị của thủ tướng New Zealand và thay mặt quân chủ thực hiện nhiệm vụ ở New Zealand.
Nhiệm kỳ của toàn quyền không cố định nhưng thường là năm năm và có thể được gia hạn một thời gian ngắn. Toàn quyền đương nhiệm là Cindy Kiro, nhậm chức vào ngày 21 tháng 10 năm 2021. Văn phòng Thủ tướng và Nội các giúp toàn quyền thực hiện nhiệm vụ. Những nhiệm vụ và quyền hạn của toàn quyền bao gồm chủ trì Hội đồng hành chính, bổ nhiệm bộ trưởng và thẩm phán, ngự phê luật của Nghị viện và triệu tập, giải tán Nghị viện. Toàn quyền thường thực hiện quyền hạn theo đề nghị của chính phủ. Toàn quyền cũng có vai trò nghi lễ quan trọng, bao gồm tổ chức các sự kiện tại Phủ Toàn quyền ở Wellington, khai mạc hội nghị, tham dự các buổi lễ, lễ kỷ niệm và thường xuyên động viên các cá nhân, tập thể đóng góp cho cộng đồng của họ.
Chức vụ toàn quyền bắt nguồn từ chức vụ thống đốc Thuộc địa New South Wales khi New Zealand được sáp nhập vào New South Wales vào năm 1839. Năm 1840, Thuộc địa New Zealand được tách riêng khỏi Thuộc địa New South Wales với thống đốc riêng. Năm 1917, chức vụ toàn quyền được thành lập. Chức năng, nhiệm vụ, quyền hạn hiện tại của toàn quyền được xác định theo Chế cáo năm 1983. Thống đốc New Zealand ban đầu là đại diện của quân chủ, Chính phủ Anh nên nhiều thống đốc, toàn quyền là người Anh, bao gồm nhiều quý tộc từ thập niên 1890. Sau khi New Zealand chấp nhận Đạo luật Westminster vào năm 1947, toàn quyền trở thành đại diện của quân chủ New Zealand với tư cách độc lập. Năm 1972, Denis Blundell trở thành toàn quyền đầu tiên thường trú ở New Zealand. Từ cuối thế kỷ 20, toàn quyền được coi là thay mặt New Zealand khi đi công du; mặc dù quân chủ là nguyên thủ quốc gia de jure của New Zealand, các học giả, chính trị gia cho rằng toàn quyền là nguyên thủ quốc gia trên thực tế.

## Bổ nhiệm
Toàn quyền do quân chủ New Zealand bổ nhiệm theo đề nghị của thủ tướng New Zealand. Thư ủy nhiệm có đóng Con ấn của New Zealand và được gọi là Điều khoản bổ nhiệm.
Hội nghị Đế quốc năm 1930 cho phép bổ nhiệm toàn quyền theo đề nghị của Chính phủ New Zealand, nhưng mãi đến năm 1967 thì thủ tướng New Zealand mới thực hiện quyền đó với việc bổ nhiệm Arthur Porritt theo đề nghị của Keith Holyoake, toàn quyền đầu tiên sinh ra ở New Zealand. Denis Blundell là toàn quyền đầu tiên sinh ra và thường trú ở New Zealand. Hiện tại, thủ tướng tiếp ký quyết định bổ nhiệm toàn quyền, thể hiện rằng thủ tướng đề nghị quân chủ bổ nhiệm toàn quyền.
Đôi khi toàn thể Nội các quyết định việc bổ nhiệm toàn quyền nhưng không phải là yêu cầu và đã có một số trường hợp thủ tướng đề nghị bổ nhiệm toàn quyền mà không tham khảo ý kiến của Nội các. Từ năm 1980, Văn phòng Thủ tướng và Nội các chuẩn bị danh sách đề cử toàn quyền. Theo thông lệ, thủ tướng tham khảo ý kiến của lãnh đạo phe đối lập về việc bổ nhiệm nhưng không nhất thiết.

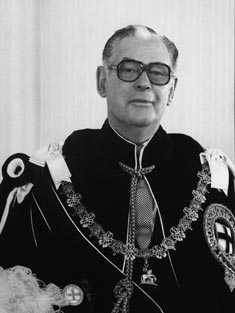
Keith Holyoake, một nguyên thủ tướng, gây tranh cãi sau khi được bổ nhiệm làm toàn quyền.

Từ khi David Beattie được bổ nhiệm vào năm 1980, toàn quyền thường là luật sư hoặc nguyên thẩm phán. Sau khi New Zealand thực hiện cải cách chế độ bầu cử vào năm 1996, toàn quyền theo quy ước phải am hiểu luật hiến pháp.

### Lễ tuyên thệ nhậm chức

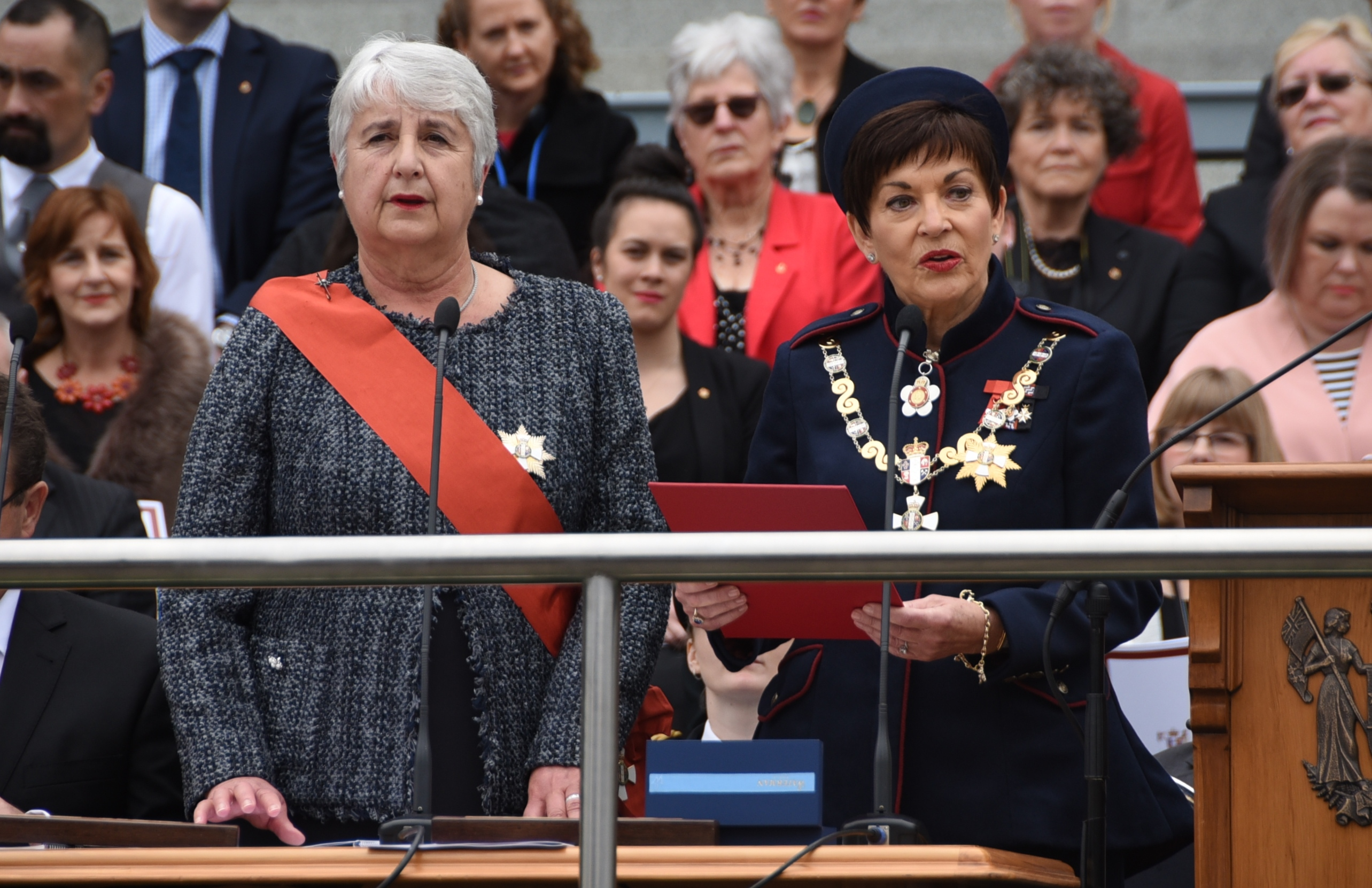
Toàn quyền Patsy Reddy (phải) tuyên thệ nhậm chức trước Chánh án Sian Elias vào ngày 28 tháng 9 năm 2016

Quyết định bổ nhiệm được đọc công khai trước sự chứng kiến của chánh án và các thành viên Hội đồng hành chính. Sau đó, chánh án hoặc thẩm phán Tòa án tối cao khác thực hiện lễ tuyên thệ trung thành và tuyên thệ nhậm chức của toàn quyền.

## Nhiệm kỳ
Nhiệm kỳ của toàn quyền không cố định. Theo thông lệ, nhiệm kỳ của toàn quyền tối thiểu là năm năm nhưng có thể được gia hạn. Điều khoản bổ nhiệm của toàn quyền xác định nhiệm kỳ dự kiến của toàn quyền. Ví dụ: Silvia Cartwright dự kiến hết nhiệm kỳ năm năm vào ngày 4 tháng 4 năm 2006, nhưng được gia hạn nhiệm kỳ thêm bốn tháng vì Thủ tướng Helen Clark không muốn việc lựa chọn, bổ nhiệm toàn quyền mới  trùng với việc tổ chức bầu cử.

### Khuyết toàn quyền
Trong trường hợp khuyết toàn quyền thì chánh án trở thành hành chính viên và thực hiện những nhiệm vụ, quyền hạn của toàn quyền. Hành chính viên phải tuyên thệ nhậm chức giống như toàn quyền. Nếu khuyết chánh án thì thẩm phán cấp cao nhất tiếp theo của ngành tư pháp New Zealand được bổ nhiệm làm hành chính viên.
Trước khi chế độ chính phủ trách nhiệm được thực hiện vào năm 1856, thư ký tối cao được bổ nhiệm làm hành chính viên trong trường hợp khuyết thống đốc.

## Miễn nhiệm
Toàn quyền có thể bị quân chủ miễn nhiệm theo đề nghị của thủ tướng. Chưa có toàn quyền nào bị đề nghị miễn nhiệm nên không rõ quân chủ sẽ thực hiện đề nghị đó như thế nào. Một số luật sư hiến pháp cho rằng quân chủ sẽ không thực hiện đề nghị miễn nhiệm hoặc sẽ trì hoãn việc thực hiện, trong khi những luật sư khác cho rằng quân chủ phải ngay lập tức chấp hành đề nghị của thủ tướng nếu thủ tướng có sự tín nhiệm của Nghị viện.
Vào thế kỷ 19, ba thống đốc New Zealand đã bị miễn nhiệm: William Hobson (qua đời trước khi chính thức bị miễn nhiệm), Robert FitzRoy và George Grey. Việc miễn nhiệm diễn ra trước khi chế độ chính phủ trách nhiệm được thiết lập ở New Zealand; cả ba thống đốc đều bị miễn nhiệm theo đề nghị của chính phủ Anh.

## Nhiệm vụ và quyền hạn
Toàn quyền có vai trò hiến pháp, nghi lễ và cộng đồng. Theo quy ước hiến pháp, toàn quyền không can thiệp vào chính trị và không tham gia vào chính phủ.

### Vai trò hiến pháp

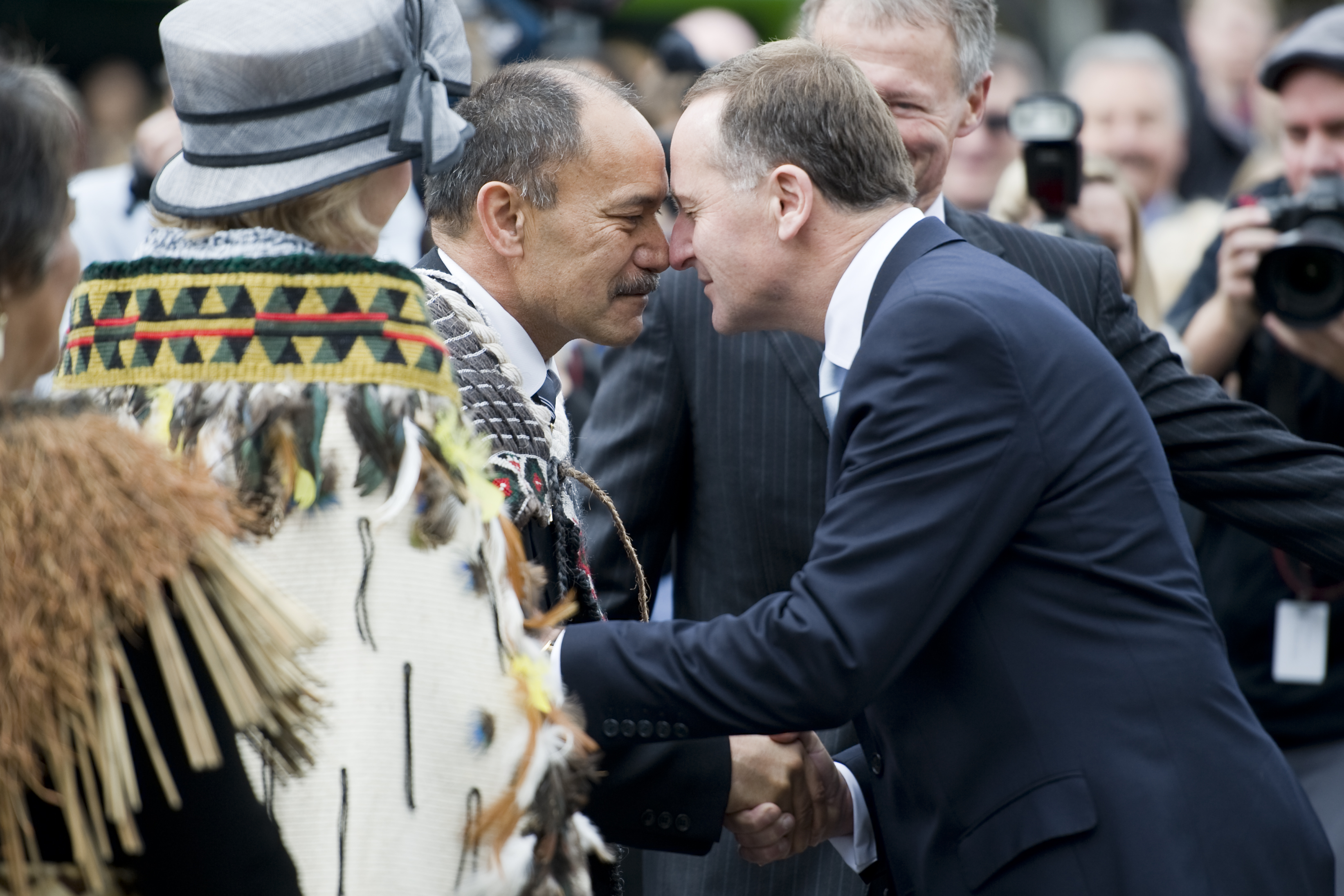
Toàn quyền Jerry Mateparae thực hiện hongi với Thủ tướng John Key tại lễ tuyên thệ nhậm chức, ngày 31 tháng 8 năm 2011

Toàn quyền là đại diện của quân chủ tại New Zealand do quân chủ bổ nhiệm. Toàn quyền thay mặt quân chủ thực hiện đặc quyền hoàng gia của quân chủ, bao gồm quyền hạn dự phòng. Quyền hành pháp của quân chủ New Zealand (ngoại trừ quyền bổ nhiệm toàn quyền) được giao cho toàn quyền theo Chế cáo năm 1983. Quân chủ có thể đích thân thực hiện quyền hạn khi ở New Zealand.
Toàn quyền thay mặt quân chủ triệu tập Nghị viện New Zealand. Tại Lễ khai mạc kỳ họp Nghị viện, toàn quyền đọc Phát biểu từ Ngai vàng tại hội trường Hội đồng Lập pháp cũ, trình bày chương trình nghị sự của Chính phủ. Nhiệm kỳ của mỗi khóa Nghị viện (tối đa ba năm) kết thúc khi toàn quyền giải tán Nghị viện và ban hành lệnh tổng tuyển cử. Toàn quyền hầu như luôn thực hiện những quyền hạn này theo đề nghị của thủ tướng. Về mặt lý thuyết, toàn quyền có thể từ chối giải tán Nghị viện, nhưng những trường hợp cho phép toàn quyền từ chối vẫn chưa được xác định. Có một đề xuất rằng toàn quyền có thể từ chối giải tán Nghị viện nếu một chính phủ thiểu số chỉ nắm quyền trong thời gian ngắn và một đảng hoặc liên minh khác có khả năng giành được sự tín nhiệm của Nghị viện.

#### Chính phủ

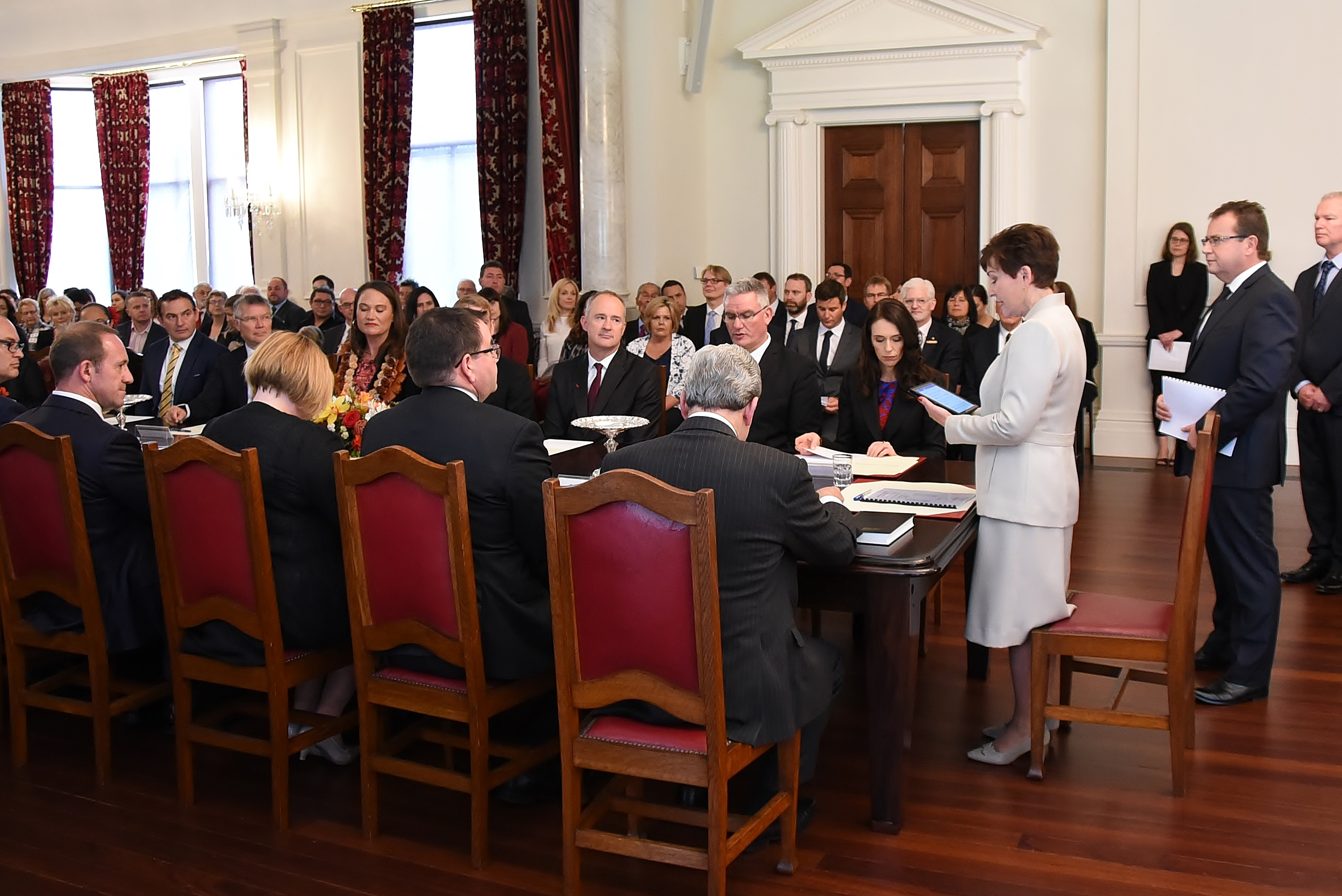
Toàn quyền Patsy Reddy chủ trì lễ tuyên thệ nhậm chức của Chính phủ Đảng Lao động lần 6 vào ngày 26 tháng 10 năm 2017

Toàn quyền bổ nhiệm, miễn nhiệm bộ trưởng Nội các và những bộ trưởng khác theo đề nghị của thủ tướng, tức trên thực tế thủ tướng chứ không phải toàn quyền mới là người quyết định thành phần Nội các. Toàn quyền có quyền đơn phương miễn nhiệm thủ tướng về mặt lý thuyết, nhưng sẽ vi phạm thông lệ, tiền lệ.
Toàn quyền chủ trì Hội đồng hành chính New Zealand nhưng không phải là thành viên. Hội đồng hành chính (bao gồm các bộ trưởng Nội các và ngoài Nội các) có chức năng hợp thức hóa quyết định của Nội các và có nhiệm vụ chính là tư vấn cho toàn quyền thực hiện nhiệm vụ, quyền hạn (ví dụ như ban hành văn bản hoặc bổ nhiệm chức danh) theo thẩm quyền của "Toàn quyền trong Hội đồng".
Toàn quyền quản lý Con ấn của New Zealand đối với tất cả các văn bản pháp lý của Chính phủ New Zealand.

#### Nghị viện

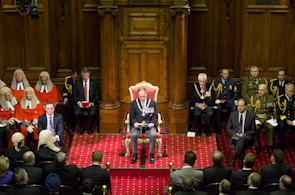
Toàn quyền Jerry Mateparae đọc Phát biểu từ Ngai vàng tại lễ khai mạc kỳ họp Nghị viện, năm 2011

Toàn quyền là người đứng đầu chính phủ trên danh nghĩa, nhưng có rất ít thực quyền trên thực tế và hành động theo các quy ước, tiền lệ hiến pháp; quyền lực chính trị thuộc về Nghị viện New Zealand (gồm toàn quyền và Viện Dân biểu), thủ tướng và nội các. Toàn quyền hầu như luôn thực hiện quyền hạn theo đề nghị của thủ tướng và những bộ trưởng khác. Các bộ trưởng chịu trách nhiệm trước Nghị viện và nhân dân. Toàn quyền chỉ có thể từ chối đề nghị của thủ tướng trong trường hợp thủ tướng mất tín nhiệm của Nghị viện. Theo quy ước hiến pháp, toàn quyền bổ nhiệm thủ tướng trong số người có thể duy trì sự tín nhiệm của Nghị viện, thường là lãnh đạo của đảng lớn nhất trong số những đảng tham gia chính phủ.
Toàn quyền thay mặt quân chủ ngự phê luật của Nghị viện. Theo quy ước hiến pháp hiện đại, sự toàn quyền luôn ngự phê luật của Nghị viện và không bao giờ thực hiện quyền hủy bỏ luật của Nghị viện. Luật của Nghị viện có hiệu lực kể từ ngày toàn quyền ký ban hành.

#### Quyền hạn dự phòng
Trong trường hợp thủ tướng mất đi sự tín nhiệm của Nghị viện thì toàn quyền có thể thực hiện những quyền hạn dự phòng không cần hoặc trái với đề nghị của thủ tướng, bao gồm:
- Giải tán hoặc bế mạc kỳ họp Nghị viện;
- Bổ nhiệm, miễn nhiệm thủ tướng;
- Từ chối đề nghị giải tán Nghị viện của thủ tướng;
- Từ chối ngự phê luật của Nghị viện.[30][45]

Việc thực hiện quyền hạn dự phòng của toàn quyền không thể bị khởi kiện và không chịu sự giám sát hiến pháp, khác với những thành viên khác của chính phủ, ví dụ như thủ tướng trong vụ Fitzgerald kiện Muldoon.

#### Quyền ân xá
Toàn quyền thực hiện quyền ân xá, giảm án theo đề nghị của bộ trưởng Bộ Tư pháp. Ngoài ra, toàn quyền từng có đề nghị Tòa án phúc thẩm hoặc Tòa án cấp cao xét xử lại bản án, quyết định theo thủ tục phúc thẩm hoặc lấy ý kiến của Tòa án phúc thẩm về hồ sơ đề nghị ân xá. Ví dụ: toàn quyền đề nghị Tòa án phúc thẩm xét xử phúc thẩm vụ án của David Bain và Bain kháng cáo bản án lên Ủy ban Tư pháp Cơ mật viện.

### Vai trò nghi lễ

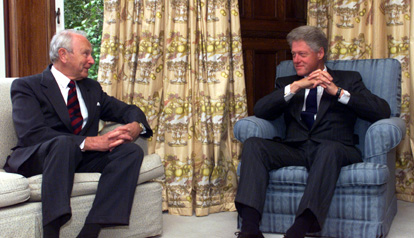
Toàn quyền Michael Hardie Boys đón tiếp Tổng thống Hoa Kỳ Bill Clinton tại Phủ Toàn quyền, Wellington, ngày 11 tháng 9 năm 1999

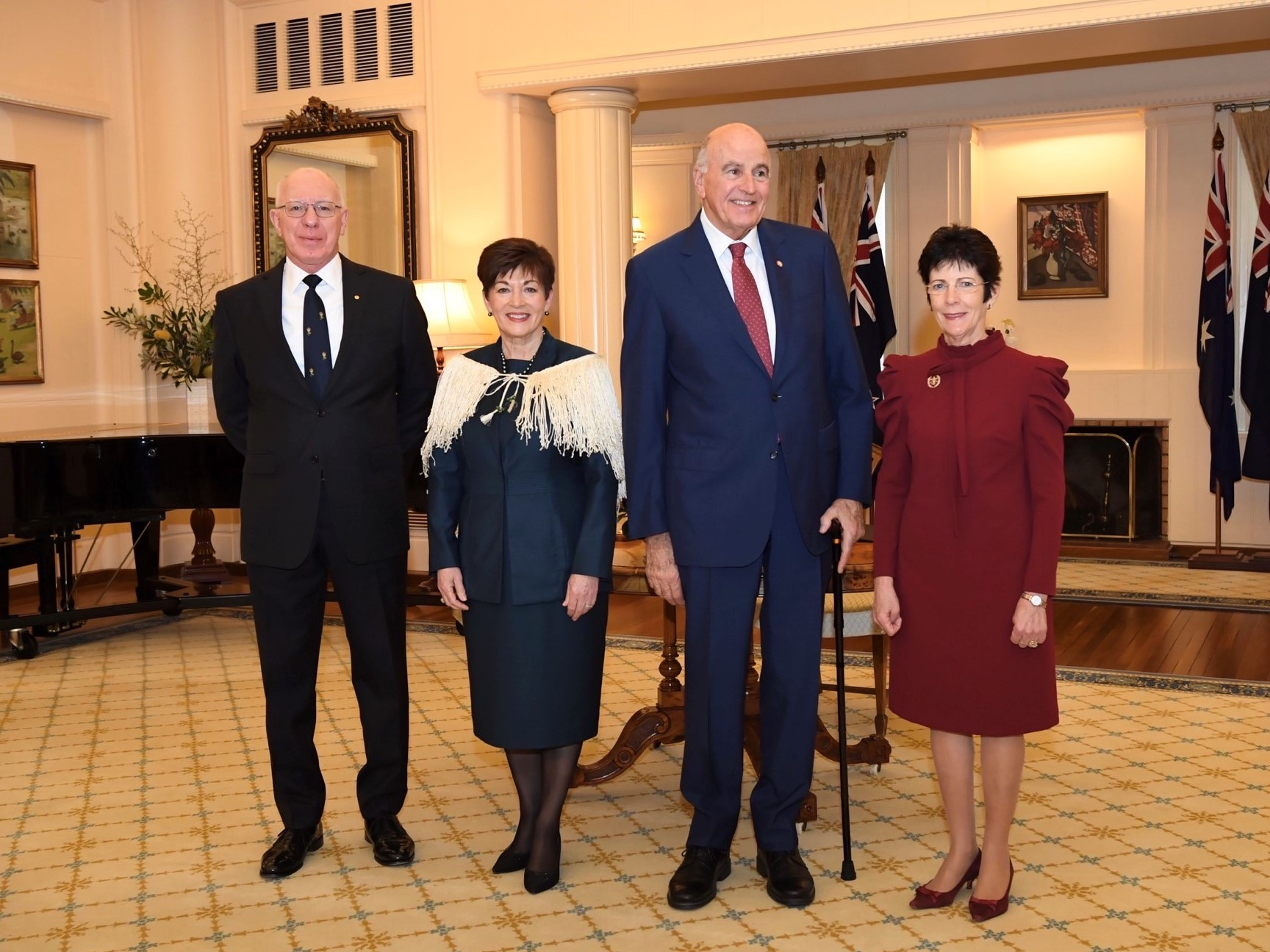
Toàn quyền New Zealand Patsy Reddy (bìa phải) và chồng David Gascoigne cùng với Toàn quyền Úc David Hurley (bìa trái) và vợ Linda Hurley vào năm 2021

Toàn quyền tiếp đón quân chủ, vương thất Anh, hoàng gia nguyên thủ quốc gia nước ngoài và thay mặt New Zealand thực hiện các chuyến thăm cấp nhà nước. Theo thông lệ, toàn quyền ít nhất một lần sẽ đến thăm những nước khác trong Vương quốc New Zealand. Ngoài ra, toàn quyền cấp quốc thư của các đại sứ và lãnh sự New Zealand.
Toàn quyền là tổng tư lệnh Lực lượng Quốc phòng New Zealand. Trên danh nghĩa, toàn quyền có quyền ra lệnh cho Lực lượng Quốc phòng theo đề nghị của bộ trưởng Bộ Quốc phòng và những bộ trưởng khác. Trên thực tế, vai trò tổng tư lệnh của toàn quyền bao gồm tiễn, đón tiếp quân nhân và tham gia các buổi lễ quân sự ở các căn cứ quân sự của New Zealand.

### Vai trò cộng đồng
Toàn quyền là người bảo trợ cho nhiều tổ chức từ thiện, tình nguyện, thể thao, văn hóa theo truyền thống bảo trợ hoàng gia của các quân chủ Anh; tuy nhiên, việc cấp chứng nhận hoàng gia đã bị chấm dứt ở New Zealand. Một số toàn quyền và vợ hoặc chồng của toàn quyền thành lập, hỗ trợ các tổ chức từ thiện. Ví dụ: vào đầu thế kỷ 20, William Plunket và vợ Victoria May chủ trì việc thành lập Hội Plunket của Truby King. Cho đến cuối thế kỷ 20, nhiều toàn quyền là đại sư của Hội Tam Điểm và thăm các hội quán khi đi kinh lý trong nước. Theo truyền thống, toàn quyền cũng là bề trên Dòng Thánh Gioan ở New Zealand.
Vai trò cộng đồng của toàn quyền có tính nghi lễ, chẳng hạn như tham dự lễ khánh thành các công trình, phát biểu khai mạc hội nghị và phát động các sự kiện và lời kêu gọi đặc biệt. Toàn quyền tham dự quốc yến, thực hiện, tiếp đón chuyến thăm cấp nhà nước, họp các nhóm nghi lễ, tặng thưởng huân chương, huy chương, giải thưởng, danh hiệu vinh dự, tham dự sự kiện và tổ chức sự kiện cộng đồng tại Phủ Toàn quyền, Wellington, chẳng hạn như tiệc chiêu đãi trong vườn để kỷ niệm Ngày Waitangi.
Từ năm 2009, toàn quyền có Thông điệp chúc năm mới mỗi năm.

## Lương và đặc quyền

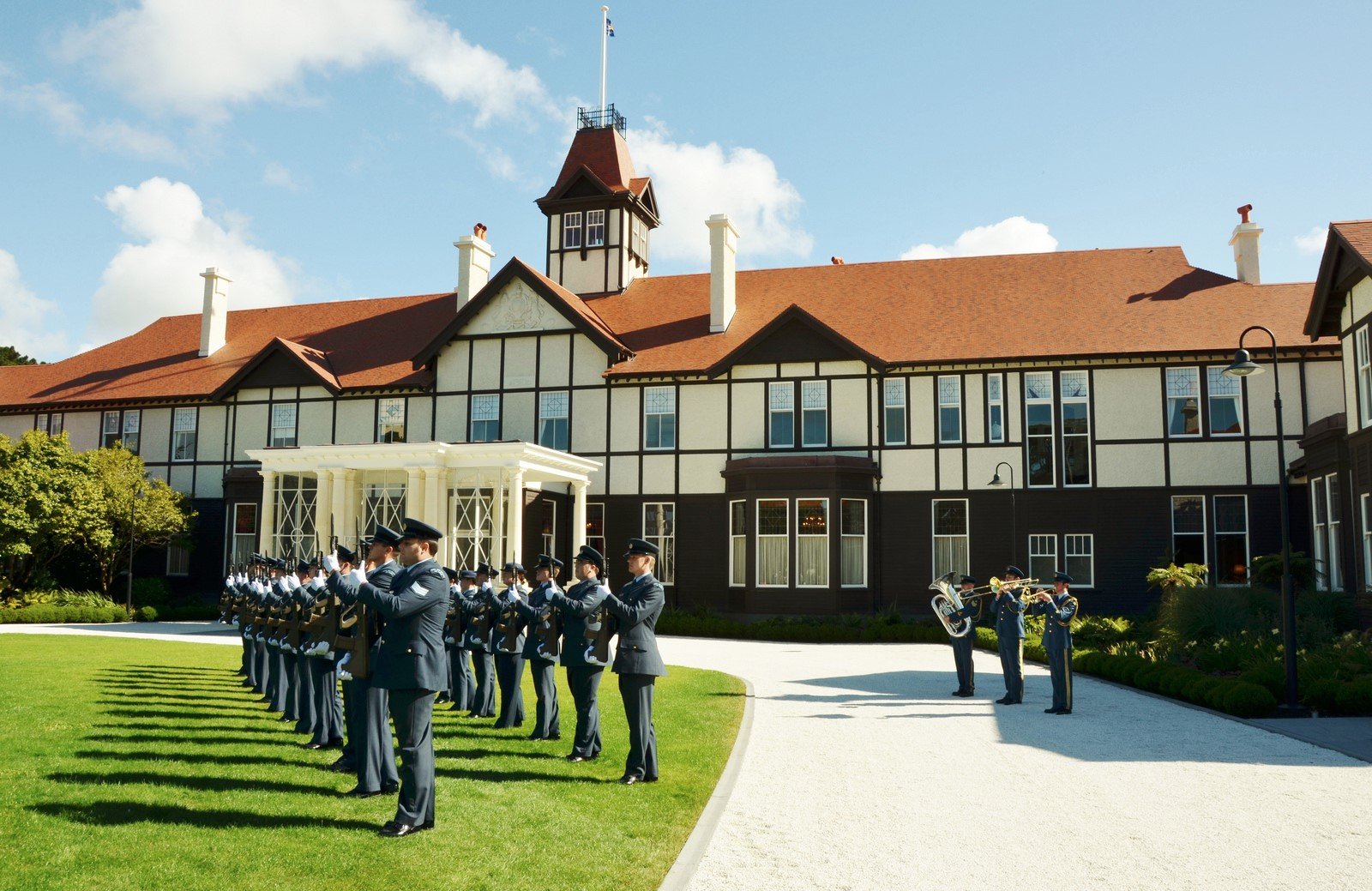
Phủ Toàn quyền, Wellington là nơi ở chính thức chính của toàn quyền

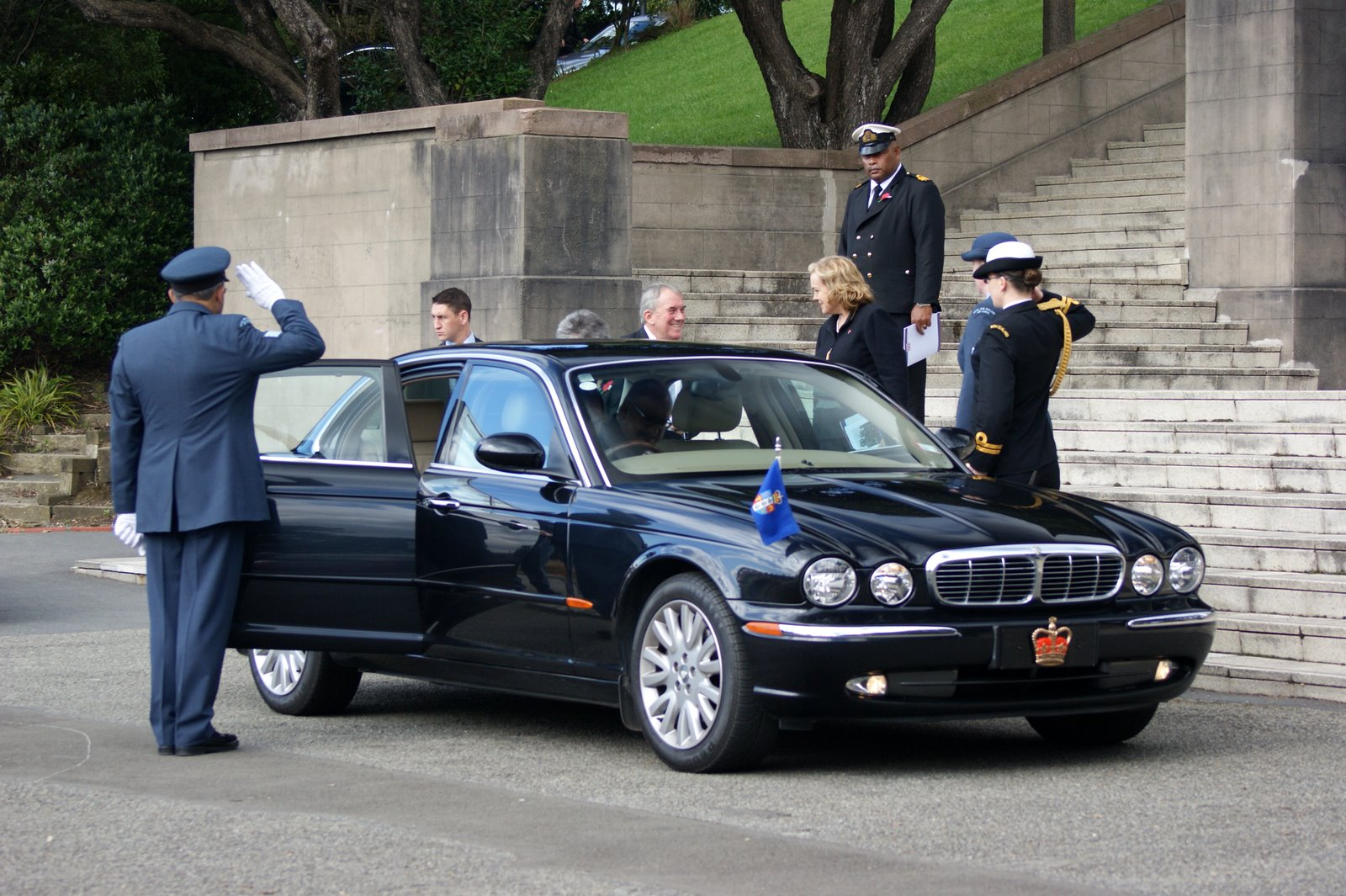
Jaguar XJ8 là xe công vụ của toàn quyền vào năm 2010 và là chiếc xe duy nhất không phải gắn biển số xe trong thời gian phục vụ đi lại của toàn quyền.

### Ngân sách
Chính phủ New Zealand chi trả ngân sách của toàn quyền. Năm 2010, tổ chức bảo hoàng Monarchy New Zealand ước tính ngân sách của toàn quyền là 4,3 triệu đô la New Zealand mỗi năm, trong khi tổ chức cộng hòa New Zealand Republic ước tính ngân sách của toàn quyền là 18,6 triệu đô la New Zealand, gồm 7,6 triệu đô la New Zealand chi thường xuyên và 11 triệu đô la cho việc nâng cấp Phủ Toàn quyền.

### Lương
Tính đến  năm 2024, mức lương hàng năm của toàn quyền là 440.000 đô la New Zealand. Từ năm 2010, toàn quyền phải nộp thuế thu nhập. Cho đến khi Anand Satyanand hết nhiệm kỳ, mức lương của toàn quyền do Luật Bảng lương công chức năm 1979 quy định. Từ nhiệm kỳ của Jerry Mateparae, mức lương của toàn quyền do Luật Toàn quyền năm 2010 quy định.

### Nơi ở chính thức
Phủ Toàn quyền ở Wellington và Biệt thự Toàn quyền ở Auckland là nơi ở chính thức của toàn quyền. Từ tháng 10 năm 2008 đến tháng 3 năm 2011, Phủ Toàn quyền ở Wellington được trùng tu với chi phí 44 triệu đô la New Zealand. Tháng 11 năm 2012, Thân vương Charles khánh thành một trung tâm đón tiếp du khách tại Phủ Toàn quyền ở Wellington nhân dịp Đại lễ Kim cương của Nữ vương Elizabeth II.
Văn phòng của toàn quyền giúp toàn quyền thực hiện nhiệm vụ dưới sự quản lý của thư ký chính thức. Biên chế của toàn quyền thuộc Văn phòng Thủ tướng và Nội các.

### Chuyên xa
Hiện tại, chuyên xa của toàn quyền là BMW 7 Series có gắn Vương miện Thánh Edward thay vì biển số xe. Từ năm 2003 đến năm 2011, chuyên xa của toàn quyền là Jaguar XJ8.

### Biểu tượng

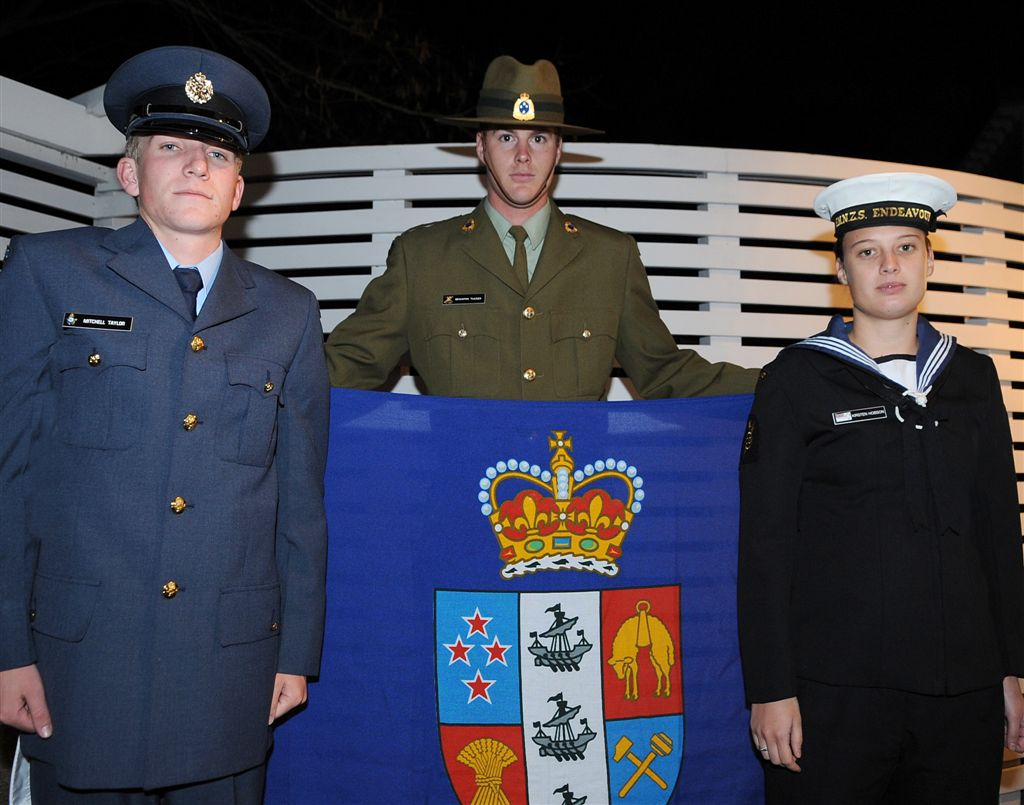
Quân nhân cầm cờ toàn quyền.

Cờ toàn quyền nền xanh, ở giữa có hình khiên của quốc huy New Zealand, ở trên có vương miện và có giá trị ưu tiên hơn quốc kỳ New Zealand. Xe chở toàn quyền và công trình có mặt toàn quyền có thể treo cờ toàn quyền. Toàn quyền thường treo quốc kỳ khi thực hiện chuyến thăm cấp nhà nước. Quốc kỳ được treo rủ khi toàn quyền đương nhiệm hoặc nguyên toàn quyền qua đời.
Hoàng ca của toàn quyền là sáu tiết nhịp đầu của Chúa phù hộ Quốc vương, được cử tại lễ đón tiếp, tiễn toàn quyền của hầu hết các sự kiện chính thức.

### Thứ tự ưu tiên và danh hiệu
Trong thứ tự ưu tiên của New Zealand, toàn quyền đứng thứ hai sau quân chủ. Toàn quyền và vợ hoặc chồng của toàn quyền được dùng danh hiệu "His/Her Excellency" trong thời gian giữ chức vụ và toàn quyền được dùng danh hiệu Quý ngài rất đáng kính trọn đời. Từ năm 2006, nguyên toàn quyền được dùng danh hiệu "the Honourable" nếu họ không giữ danh hiệu nào hoặc không được bổ nhiệm làm cố vấn Cơ mật viện.
Toàn quyền giữ Huân chương Công trạng New Zealand hạng Nhất và Huân chương Thành tích Quốc vương hạng Nhất. Toàn quyền có tước hiệu Quý ngài hoặc Quý bà.

### Lễ phục

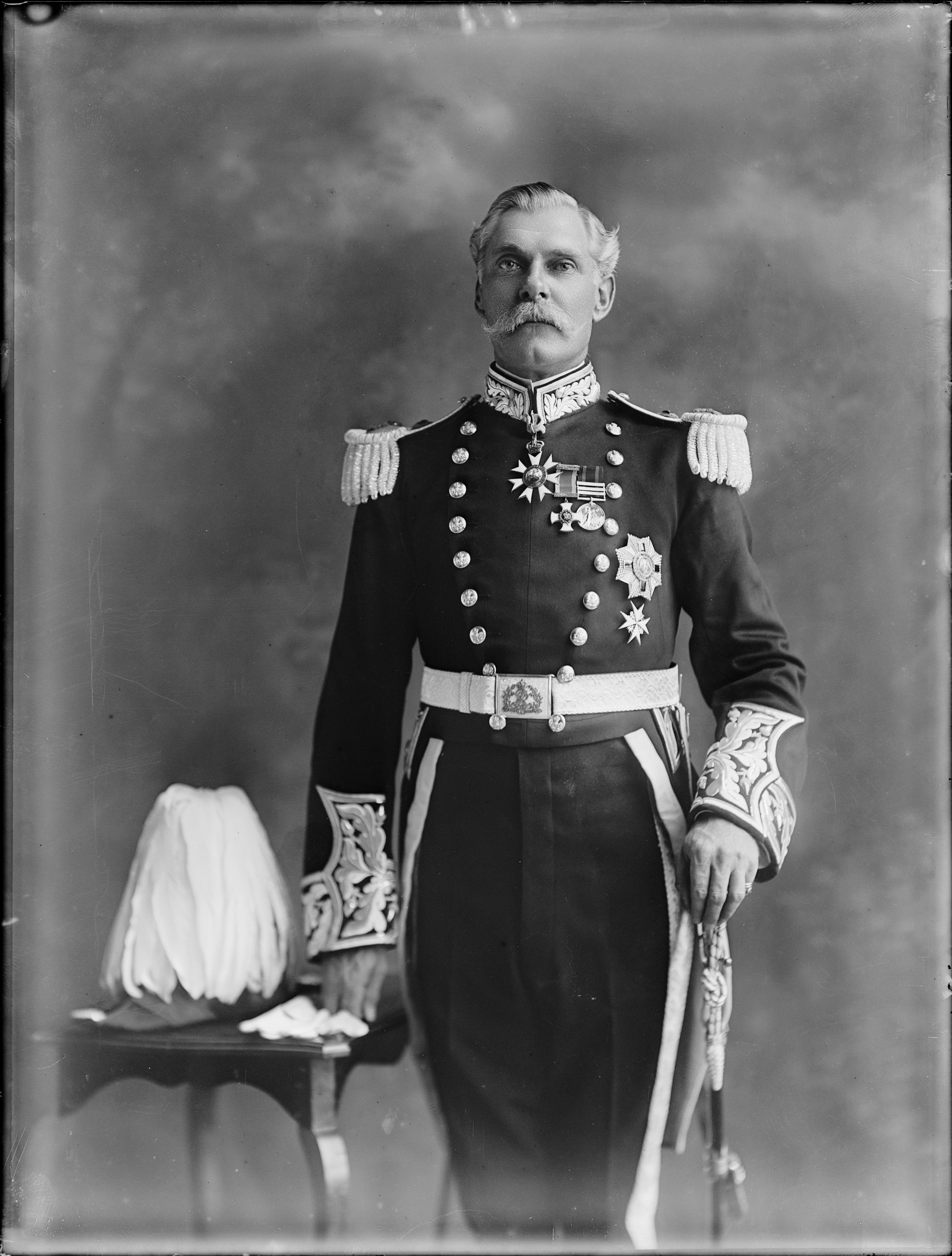
John Dickson-Poynder, Nam tước Baron Islington thứ nhất mặc lễ phục

Lễ phục của toàn quyền gồm áo khoác len xanh nước biển sẫm hai hàng khuy với thêu lá sồi bạc và cây dương xỉ trên cổ áo và cổ tay áo được viền bằng các nút bạc có in nổi vương gia huy, cầu vai viền vàng trên vai, quần xanh nước biển sẫm với một dải rộng tết lá sồi bạc dọc theo đường may bên ngoài, thắt lưng kiếm bạc với thanh kiếm nghi lễ, mũ hai sừng giắt lông chim và giày bốt Wellington bằng da bóng màu đen có cựa. Ngoài ra còn có một bản nhiệt đới bằng len nhiệt đới trắng cắt theo kiểu quân phục với mũ sắt giắt lông chim.
Toàn quyền ngừng mặc lễ phục dùng từ thập niên 1980. Mặc dù không phải là trang phục thuộc địa, nhưng lễ phục được coi là một tàn tích của thời kỳ thuộc địa. Hiện tại, toàn quyền là nam thì mặc com lê đen với quần dài, là nữ thì mặc váy đầm trong những dịp nghi lễ. Toàn quyền vẫn mặc lễ phục trong một số dịp đặc biệt, chẳng hạn như khi đến thăm căn cứ quân sự.

## Lịch sử

### Thống đốc New Zealand

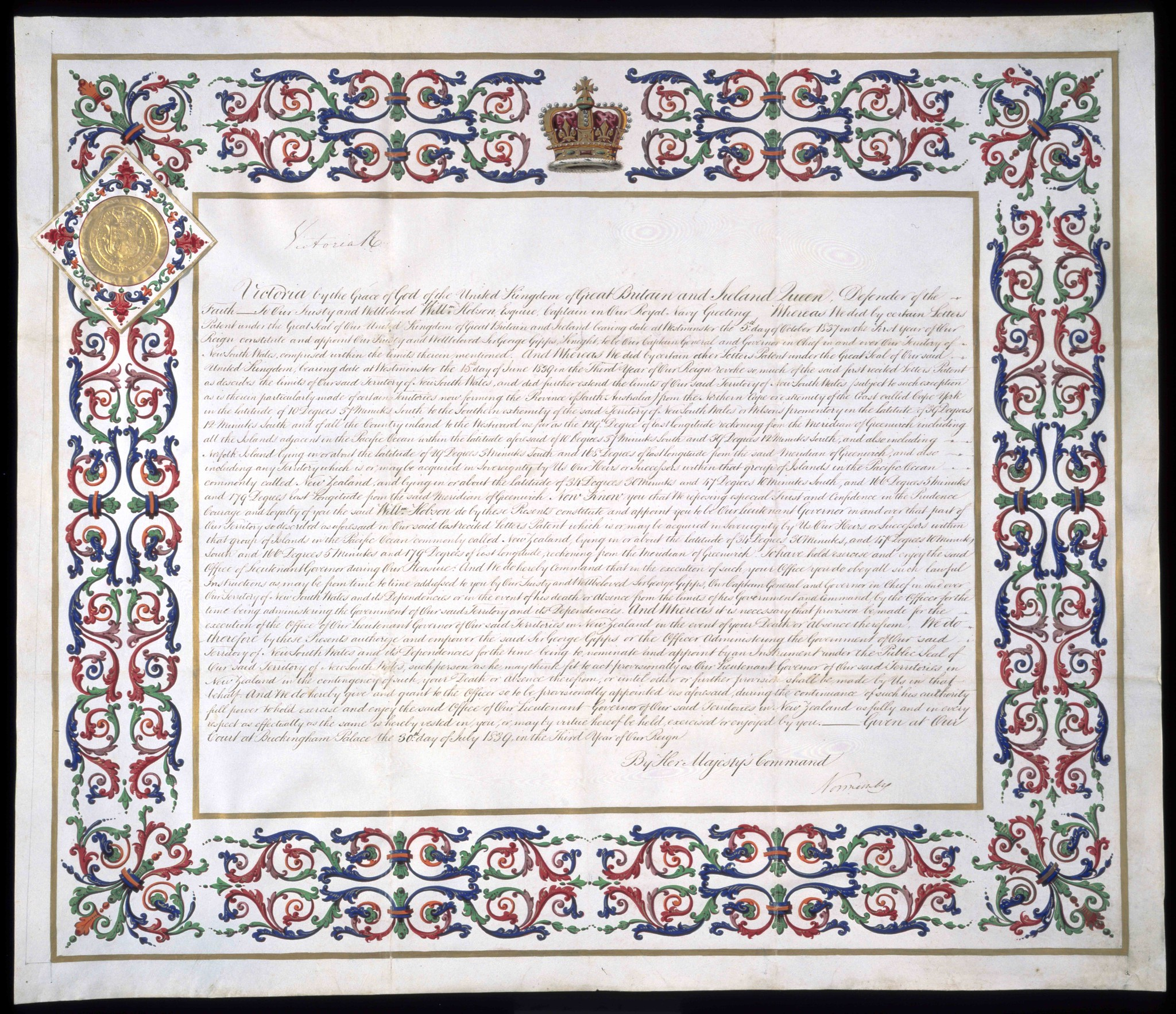
Quyết định bổ nhiệm William Hobson làm phó thống đốc New Zealand vào năm 1839

William Hobson, thống đốc đầu tiên của New Zealand

Từ năm 1832, James Busby được bổ nhiệm làm thống sứ Anh tại New Zealand. Ông tham gia soạn thảo Hiệp ước Waitangi, thiết lập chế độ thuộc địa của Anh tại New Zealand. Ngày 24 tháng 11 năm 1840, William Hobson được bổ nhiệm làm phó thống đốc New Zealand khi New Zealand còn là một phần của Thuộc địa New South Wales. Mặc dù Hobson thường được coi là thống đốc đầu tiên của New Zealand, nhưng George Gipps là người đầu tiên cai trị New Zealand với tư cách là thống đốc New South Wales cho đến khi New Zealand được tách thành một thuộc địa riêng vào ngày 3 tháng 5 năm 1841. Hobson tiếp tục giữ chức vụ thống đốc cho đến khi qua đời vào ngày 10 tháng 9 năm 1842. Bộ Thuộc địa bổ nhiệm Robert FitzRoy thay thế Hobson. FitzRoy nỗ lực duy trì hòa bình giữa người Māori và thực dân châu Âu với nguồn lực tài chính, quân sự hạn chế. Năm 1845, FitzRoy bị Bộ Thuộc địa triệu hồi về Anh vì ủng hộ người Maori trong tranh chấp sở hữu đất đai với Công ty New Zealand, thực dân châu Âu và không ngăn chặn những xung đột vũ trang đầu tiên trong Chiến tranh New Zealand.

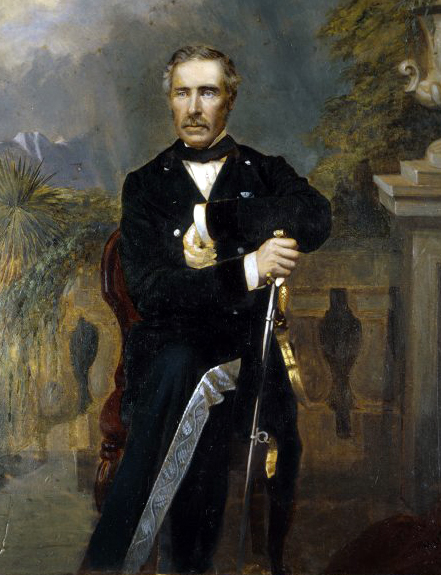
George Grey, thống đốc New Zealand hai nhiệm kỳ và thủ tướng

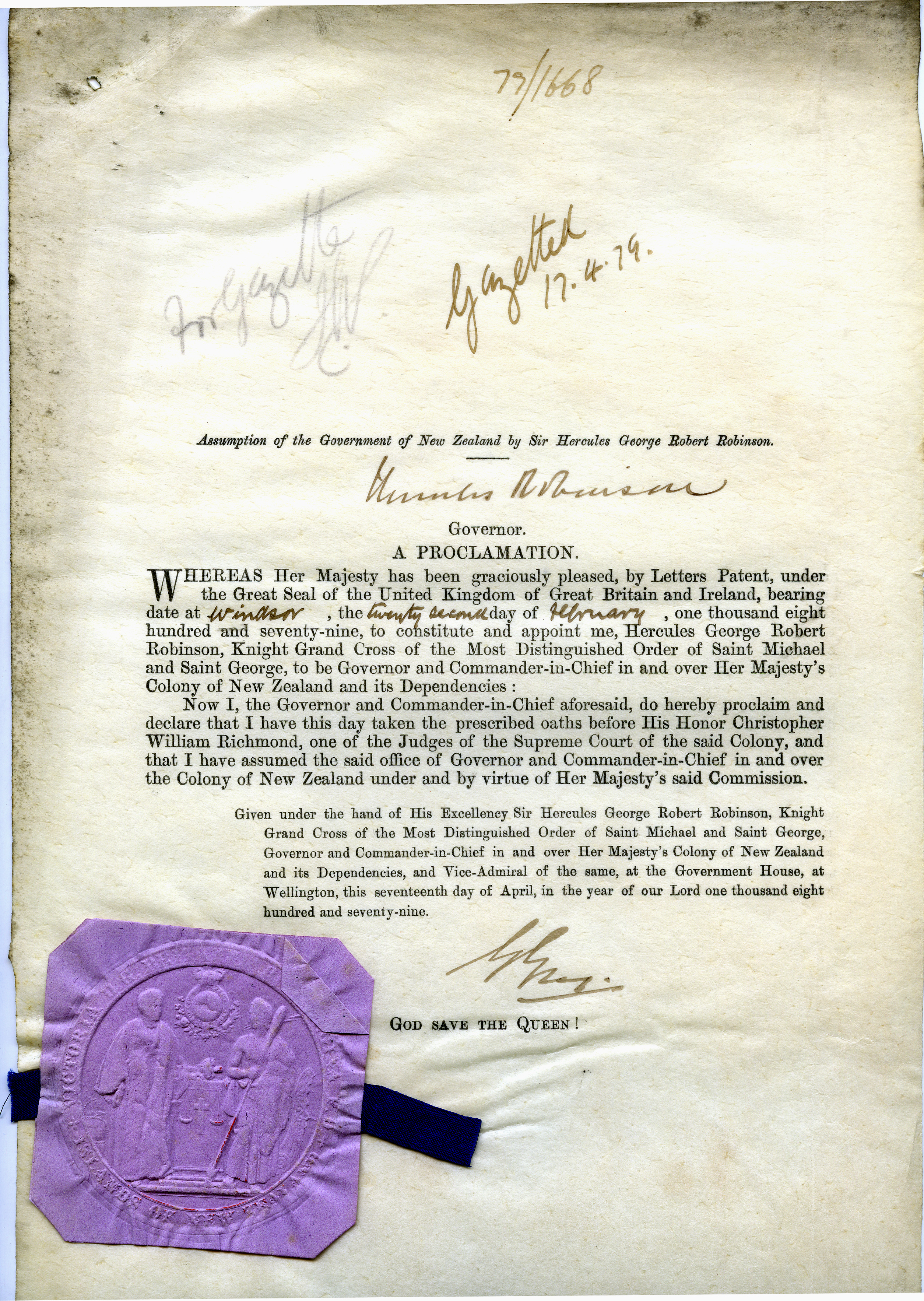
Tuyên bố nhậm chức thống đốc của Hercules Robinson, Nam tước Rosmead thứ nhất (1879)

George Grey thay thế FitzRoy và được một số nhà sử học coi là thống đốc quan trọng nhất của New Zealand. Grey là thống đốc cuối cùng của New Zealand hành động mà không tham khảo ý kiến của quốc hội. Trong nhiệm kỳ đầu tiên, Grey kiến nghị Quốc hội Anh đình chỉ phần lớn Luật Hiến pháp New Zealand năm 1846 và soạn thảo dự thảo đầu tiên của Luật Hiến pháp New Zealand năm 1852. Grey hết nhiệm kỳ trước khi chế độ chính phủ trách nhiệm được thực hiện, nhưng ông thành lập các tỉnh đầu tiên theo Luật Hiến pháp năm 1846 và bổ nhiệm các tỉnh trưởng. Năm 1853, chức vụ tỉnh trưởng được thay thế bằng chức vụ giám đốc dân cử theo Luật Hiến pháp năm 1852.
Robert Wynyard được bổ nhiệm làm hành chính viên Chính phủ, có nhiệm vụ giám sát việc tiến hành chế độ chính phủ trách nhiệm. Ngày 24 tháng 5 năm 1854, Wynyard khai mạc Nghị viện New Zealand khóa I. Ngày 2 tháng 6, Nghị viện thông qua nghị quyết yêu cầu quyền bổ nhiệm bộ trưởng trong số nghị sĩ thay vì để thống đốc quyết định. Wynyard và Hội đồng hành chính New Zealand bác bỏ nghị quyết của Nghị viện vì Bộ Thuộc địa không đề cập đến việc thực hiện chính phủ trách nhiệm trong các công văn, nhưng bổ sung một số nghị sĩ dân cử vào Hội đồng hành chính như một sự thỏa hiệp. Tuy nhiên, Nghị viện một lần nữa yêu cầu toàn quyền bổ nhiệm bộ trưởng vào ngày 1 tháng 8 năm 1854. Wynyard đình chỉ kỳ họp Nghị viện trong hai tuần và bổ sung thêm nhiều nghị sĩ dân cử vào Hội đồng hành chính. Ngày 8 tháng 8 năm 1855, Nghị viện bỏ phiếu bất tín nhiệm Hội đồng hành chính.
Thomas Gore Browne kế nhiệm Wynyard làm thống đốc vào ngày 6 tháng 9 năm 1855. Trong nhiệm kỳ của Gore Browne, chế độ chính phủ trách nhiệm được thực hiện, hạn chế quyền hạn của thống đốc và yêu cầu thống đốc phải hợp tác với thủ tướng. Gore Browne mâu thuẫn với Thủ tướng Edward Stafford về quyền kiểm soát các vấn đề của người Māori trước bối cảnh Chiến tranh New Zealand đang diễn ra. Stafford bắt đầu họp Nội các riêng với Hội đồng hành chính, làm giảm thêm ảnh hưởng của thống đốc. Năm 1861, George Grey được bổ nhiệm lại làm thống đốc New Zealand. Grey nỗ lực cân bằng giữa những yêu cầu của chính quyền thuộc địa và chính phủ Anh. Với sự ủng hộ của Stafford, Grey phớt lờ chỉ thị về nước của Bộ Thuộc địa vì lo sợ Chiến tranh New Zealand sẽ tiếp diễn, nhưng bị Bộ Thuộc địa triệu hồi về Anh vào tháng 2 năm 1868.
Các thống đốc sau Grey của New Zealand đều xuất thân từ tầng lớp quý tộc Anh và không tích cực tham gia vào chính phủ. Thống đốc chỉ từ chối đề nghị của thủ tướng trong một vài trường hợp. Trớ trêu thay, điều này chủ yếu xảy ra khi chính Grey giữ chức vụ thủ tướng New Zealand từ năm 1877 đến năm 1879. Trong thời gian Toàn quyền Arthur Gordon rời New Zealand để thăm Quần đảo Thái Bình Dương, Thủ tướng John Hall đề nghị Chánh án James Prendergast ra lệnh xâm lược làng Parihaka để bắt giam Te Whiti o Rongomai mà không tham khảo ý kiến của thống đốc; Gordon cho biết ông lẽ ra đã từ chối đề nghị của thủ tướng.

### Toàn quyền New Zealand

#### Công dân Anh
Năm 1907, Chính phủ Đảng Tự do New Zealand thông qua nghị quyết biến Thuộc địa New Zealand thành Lãnh thổ tự trị New Zealand. Năm 1917, Quốc vương George V, đổi tên chức vụ thống đốc thành toàn quyền và hạn chế đáng kể quyền hạn của toàn quyền. Thống đốc Arthur Foljambe, Bá tước Liverpool thứ 2 trở thành toàn quyền đầu tiên của New Zealand.
Sau sự kiện King-Byng ở Canada vào năm 1926, Tuyên bố Balfour được thông qua, chính thức thành lập Khối Thịnh vượng chung gồm Anh và các lãnh thổ tự trị. Năm 1931, Quốc hội Anh thông qua Đạo luật Westminster, biến toàn quyền từ đại diện của chính phủ Anh thành một chức vụ hoàng gia với tất cả các quyền hạn hiến định của quân chủ về mặt lý thuyết. Sau Chiến tranh thế giới thứ hai, New Zealand chấp nhận Đạo luật Westminster vào ngày 25 tháng 11 năm 1947.
Tuy chấp nhận Đạo luật Westminster muộn hơn hầu hết những nước khác thuộc Khối Thịnh vượng chung, vai trò đại diện cho chính phủ Anh của toàn quyền đã dần bị thu hẹp từ trước đó. Ví dụ: từ năm 1939, cao ủy Anh tại New Zealand thay thế toàn quyền trở thành đại diện ngoại giao hàng đầu của chính phủ Anh tại New Zealand.
Năm 1945, Thủ tướng New Zealand Peter Fraser đề nghị bổ nhiệm Bernard Freyberg, chỉ huy Lực lượng Viễn chinh New Zealand, làm toàn quyền. Cho đến năm 1967, tiền lệ là toàn quyền do Bộ Ngoại giao Anh (trước đó là Bộ Thuộc địa) đề cử sau khi tham khảo ý kiến của thủ tướng New Zealand và được thủ tướng đề nghị quân chủ bổ nhiệm.

#### Công dân New Zealand

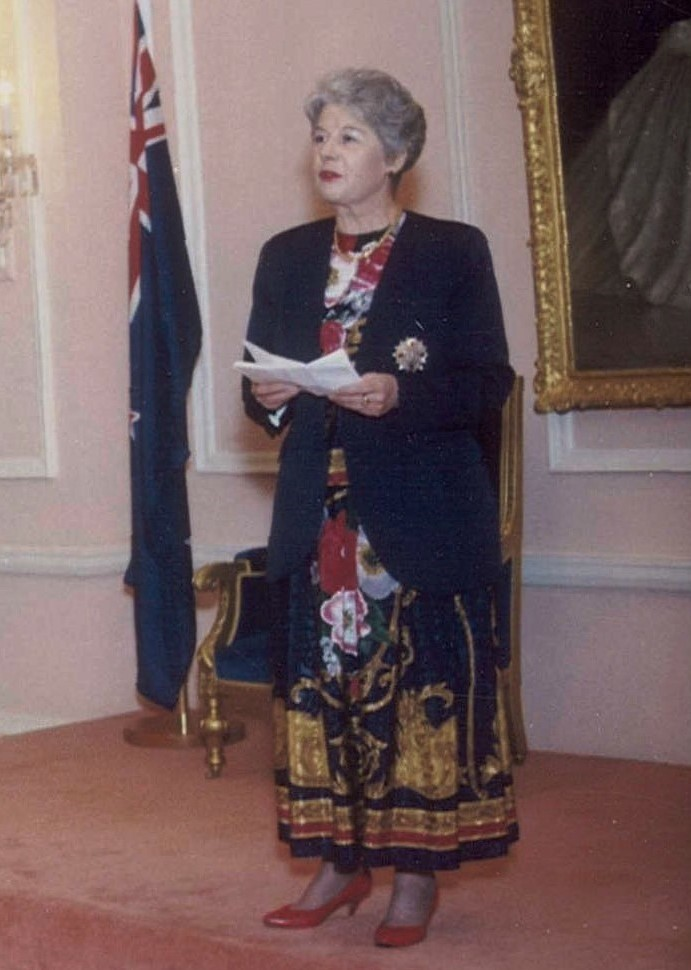
Catherine Tizard, nữ toàn quyền đầu tiên

Vào thập niên 1960, chính phủ Anh đề nghị rằng thủ tướng New Zealand và quân chủ bổ nhiệm toàn quyền. Một cuộc thăm dò của Gallup cho thấy 43% số người được hỏi muốn một người Anh làm toàn quyền, trong khi 41% muốn một người New Zealand làm toàn quyền và 6% muốn một công dân từ những nước Thịnh vượng chung khác. Năm 1967, Ngài Arthur Porritt được bổ nhiệm làm toàn quyền theo đề nghị của Thủ tướng Keith Holyoake, toàn quyền đầu tiên sinh ra ở New Zealand. Năm 1972, Denis Blundell được bổ nhiệm làm toàn quyền đầu tiên sinh sống hoàn toàn tại New Zealand. Việc bổ nhiệm người New Zealand gây lo ngại rằng quy ước hiến pháp toàn quyền không can thiệp vào chính trị có thể bị xâm phạm, nhất là sau khi nguyên thủ tướng Keith Holyoake được bổ nhiệm làm toàn quyền vào năm 1977. Tuy nhiên, Holyoake được cho là đã hành động vô tư, đặc biệt là sau cuộc tổng tuyển cử năm 1981 rất sít sao.
Năm 1983, quyền hạn của toàn quyền tiếp tục bị hạn chế theo chế cáo mới. Chế cáo năm 1983 được thủ tướng New Zealand tiếp ký, tượng trưng cho sự "hồi hương" của chức vụ toàn quyền. Toàn quyền hiện là người đứng đầu Vương quốc New Zealand.
Sau cuộc khủng hoảng hiến pháp năm 1984, quyền hạn của toàn quyền bị thu hẹp hơn nữa theo Luật Hiến pháp năm 1986. Ví dụ: Điều 16 Luật Hiến pháp năm 1986 hạn chế quyền từ chối ngự phê luật của Nghị viện của toàn quyền.
Từ khi chức vụ toàn quyền được hồi hương, những toàn quyền đã có sự đa dạng hóa: Paul Reeves là toàn quyền người Māori đầu tiên; Catherine Tizard là nữ toàn quyền đầu tiên; và Anand Satyanand là toàn quyền gốc Ấn Độ, Pasifika và theo Công giáo đầu tiên.

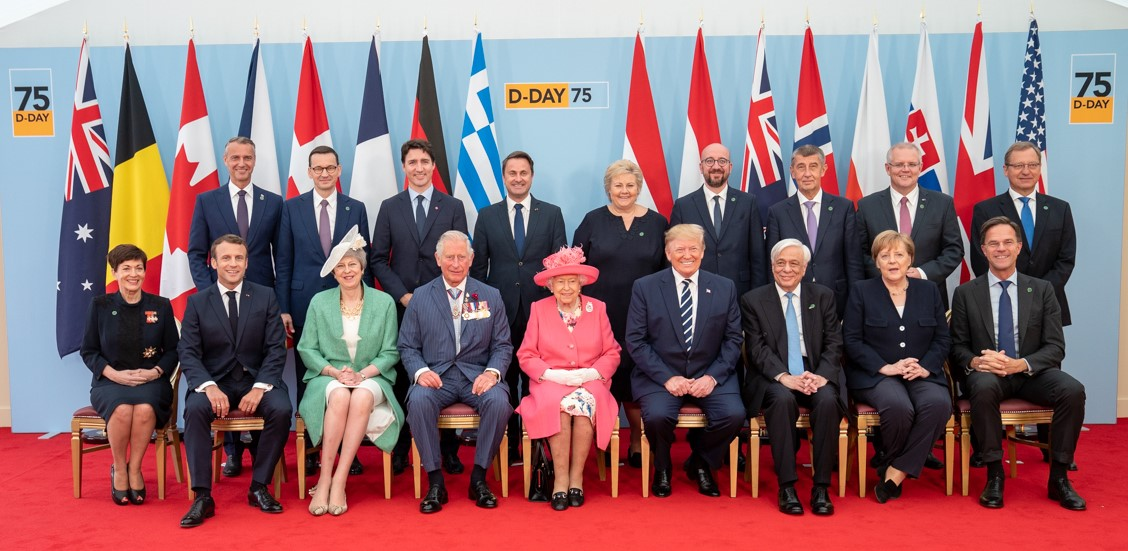
Toàn quyền New Zealand Patsy Reddy (hàng đầu, bìa trái), Nữ vương Elizabeth II và những nguyên thủ quốc gia, người đứng đầu chính phủ khác tại lễ kỷ niệm Chiến dịch Neptune ở Anh vào ngày 4 tháng 6 năm 2019.

Từ cuối thế kỷ 20, toàn quyền thực hiện ngày càng nhiều chức năng của nguyên thủ quốc gia, chẳng hạn như đi công du, thay mặt New Zealand tại các sự kiện quốc tế và thúc đẩy quyền lợi của New Zealand ở nước ngoài. Năm 1989, toàn quyền lần đầu tiên thực hiện một chuyến thăm nước ngoài để dự quốc tang của Hirohito. Năm 1992, Catherine Tizard là toàn quyền đầu tiên thực hiện chuyến thăm cấp nhà nước Tây Ban Nha theo lời mời tham dự Triển lãm thế giới Seville năm 1992 của Quốc vương Tây Ban Nha. Cung điện Buckingham tuyên bố rằng Nữ vương Elizabeth II không thể thay mặt New Zealand và cho phép toàn quyền nhận lời mời thăm cấp nhà nước với điều kiện là với tư cách đại diện của Nữ vương. Tại lễ kỷ niệm Trận Passchendaele vào năm 2007, Toàn quyền Anand Satyanand thay mặt New Zealand, trong khi Nữ vương Elizabeth II thay mặt Anh.

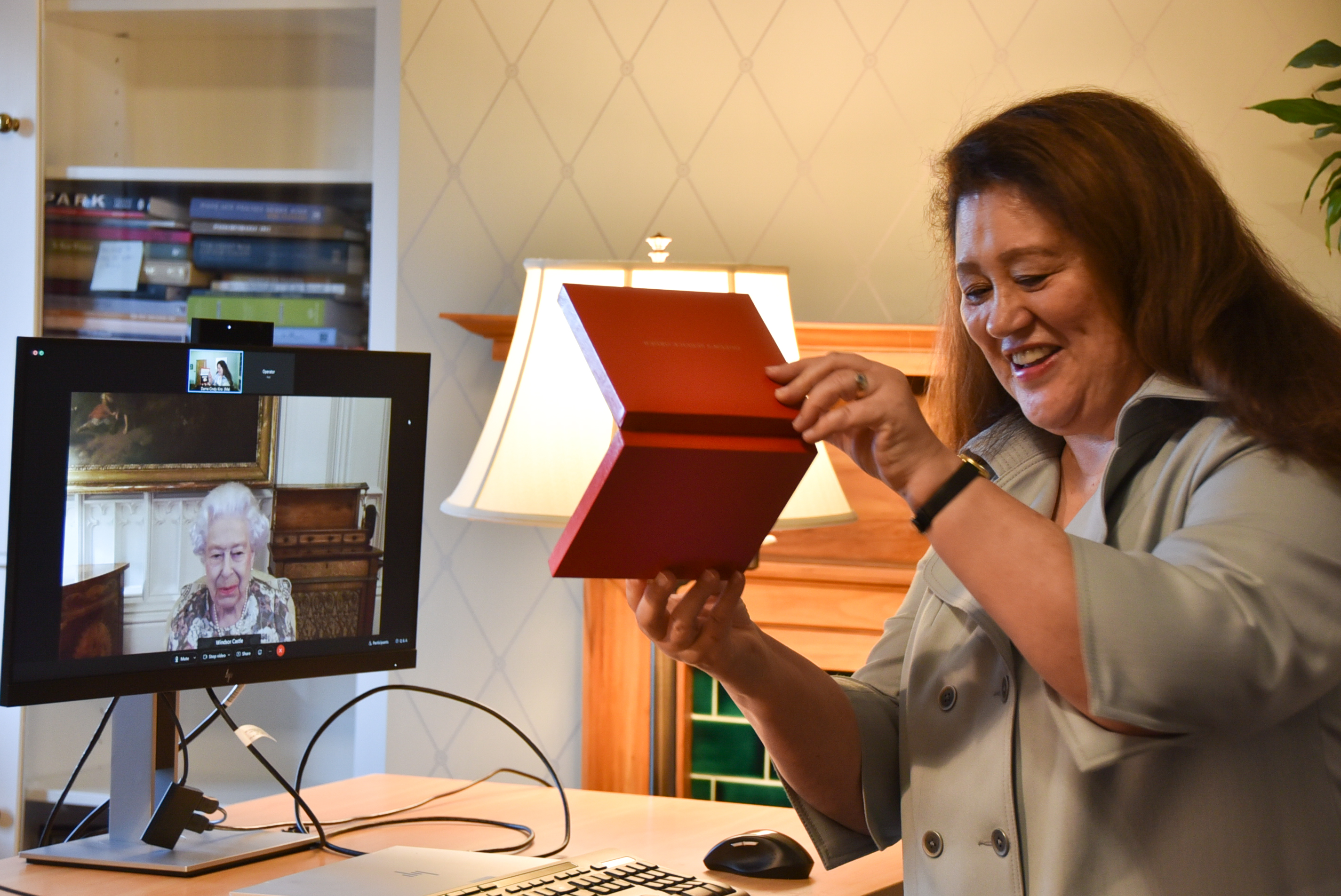
Toàn quyền được chỉ định Cindy Kiro họp trực tuyến với Nữ vương Elizabeth II vào năm 2021

### Cước chú
1. ↑  The New Zealand Government spells the title "governor-general" with a hyphen,[2] unlike the spelling in Canada, for instance.[3] As governor is the noun in the title, it is pluralised; thus, "governors-general", rather than "governor-generals".[4] Moreover, both terms are capitalised when used in the formal title preceding an incumbent's name.
2. ↑  Nơi ở chính thức của quân chủ ở Anh. Quân chủ và những thành viên khác của vương thất Anh đôi khi công du New Zealand.[5]
3. ↑  The governor-general issues a writ giving permission for an election to be held. Following the election, the writ is returned to the clerk of the House of Representatives with the names of all successful candidates who have been elected to electorate seats.[34]
4. ↑  Năm 1923, Chánh án Robert Stout khuyên Toàn quyền John Jellicoe, Bá tước Jellicoe thứ nhất rằng "toàn quyền phải giải tán Nghị viện theo đề nghị của thủ tướng trừ phi toàn quyền tin rằng một Chính phủ ổn định có thể được thành lập thay thế Chính phủ hiện tại"[35]
5. ↑  Trước năm 2006, toàn quyền phải yêu cầu thủ tướng đề nghị quân chủ cho phép toàn quyền rời khỏi New Zealand.[51]

### Trích dẫn
1. ↑  "Governor-General (Salary) Determination 2023". legislation.govt.nz. Parliamentary Counsel Office. 2023. Truy cập ngày 5 tháng 3 năm 2024.
2. ↑  "Governor-General". New Zealand Government. ngày 31 tháng 10 năm 2016. Truy cập ngày 28 tháng 10 năm 2018.
3. ↑  "The Governor General". Government of Canada. ngày 24 tháng 10 năm 2018. Truy cập ngày 28 tháng 10 năm 2018.
4. 1 2  "Governors and governors-general". Te Ara: The Encyclopedia of New Zealand. ngày 28 tháng 9 năm 2016. Truy cập ngày 29 tháng 6 năm 2017.
5. ↑  The Royal Household. "The Queen and the Commonwealth > Queen and New Zealand > The Queen's role in New Zealand". Queen's Printer. Bản gốc lưu trữ ngày 21 tháng 3 năm 2015. Truy cập ngày 1 tháng 1 năm 2010.
6. ↑  "Dame Cindy Kiro to be the next Governor-General, replacing Dame Patsy Reddy". Stuff. Lưu trữ bản gốc ngày 24 tháng 5 năm 2021. Truy cập ngày 24 tháng 5 năm 2021.
7. 1 2 3 4 5 6  Elizabeth II (ngày 28 tháng 10 năm 1983), Letters Patent Constituting the Office of Governor-General of New Zealand, Parliamentary Counsel Office, truy cập ngày 11 tháng 3 năm 2022
8. 1 2  McLean 2006, tr. 17.
9. ↑  James, Colin (ngày 22 tháng 8 năm 2006). "The huge challenge ahead of the Maori Queen's successor". The New Zealand Herald. Bản gốc lưu trữ ngày 6 tháng 2 năm 2012.
10. ↑  "Republic 'inevitable' – Clark". The Evening Post. ngày 4 tháng 3 năm 2002.
11. 1 2  Quentin-Baxter & McLean 2017, tr. 118.
12. 1 2 3  "Roles of the Governor-General". Government House: Governor-General of New Zealand. ngày 27 tháng 2 năm 2017. Truy cập ngày 1 tháng 7 năm 2017.
13. 1 2  Quentin-Baxter & McLean 2017, tr. 124.
14. 1 2  Joseph 2014, tr. 140.
15. 1 2  McLean 2006, tr. 277.
16. 1 2 3 4 5  Quentin-Baxter & McLean 2017, tr. 119.
17. ↑  Working with David: inside the Lange cabinet by Michael Bassett. Auckland, New Zealand: Hodder Moa. 2008. ISBN 978-1-86971-094-1. Bản gốc lưu trữ ngày 11 tháng 2 năm 2010.
18. 1 2  Boyce, Peter John (2008). The Queen's Other Realms: The Crown and Its Legacy in Australia, Canada and New Zealand (bằng tiếng Anh). Federation Press. tr. 175–176. ISBN 9781862877009.
19. ↑  Cox 2001, tr. 10–11.
20. ↑  Cox 2001, tr. 10.
21. 1 2 3  "Patriated". Ministry for Culture and Heritage. Truy cập ngày 12 tháng 5 năm 2018.
22. ↑  "Oath of Allegiance". www.beehive.govt.nz. New Zealand Government. Truy cập ngày 30 tháng 6 năm 2017.
23. ↑  New Zealand Government (ngày 31 tháng 1 năm 2005). "Governor General's term extended". Scoop.co.nz.
24. ↑  "Administrator of the Government" (bằng tiếng Anh). Governor-General of New Zealand. Truy cập ngày 3 tháng 9 năm 2017.
25. ↑  Quentin-Baxter & McLean 2017, tr. 125.
26. ↑  Stockley, Andrew (1996). "Becoming a republic? Issues of Law". Trong Luke Trainor (biên tập). Republicanism in New Zealand. Dunmore Press.
27. 1 2  Simpson, K.A. (1990). "Hobson, William". Dictionary of New Zealand Biography.
28. ↑  Wards, Ian (1990). "FitzRoy, Robert". Dictionary of New Zealand Biography. Truy cập ngày 16 tháng 2 năm 2018.
29. ↑  Sinclair, Keith (1990). "Grey, George". Dictionary of New Zealand Biography. Truy cập ngày 16 tháng 2 năm 2018.
30. 1 2 3 4 5 6  "Governors and governors-general – Constitutional duties". Te Ara: The Encyclopedia of New Zealand. Truy cập ngày 15 tháng 5 năm 2018.
31. 1 2 3  "Constitution Act 1986". New Zealand Parliamentary Counsel Office. ngày 1 tháng 1 năm 1987. Truy cập ngày 22 tháng 10 năm 2018.
32. ↑  Quentin-Baxter & McLean 2017, tr. 136.
33. ↑  "Roles and regalia at the Opening of Parliament". New Zealand Parliament. ngày 13 tháng 10 năm 2014. Bản gốc lưu trữ ngày 25 tháng 12 năm 2019. Truy cập ngày 24 tháng 10 năm 2018.
34. ↑  Clerk of the House of Representatives (ngày 23 tháng 8 năm 2017). "Writ-ten in the stars" (bằng tiếng Anh). New Zealand Parliament. Bản gốc lưu trữ ngày 23 tháng 8 năm 2017. Truy cập ngày 11 tháng 11 năm 2018.
35. ↑  Memorandum on Interview with Sir Robert Stout, 10 July 2013: ANZ R19162235.
36. 1 2  "Modern duties". Ministry for Culture and Heritage. ngày 14 tháng 6 năm 2014. Truy cập ngày 1 tháng 7 năm 2017.
37. 1 2  "Executive Council – Cabinet Manual". Department of the Prime Minister and Cabinet. Truy cập ngày 1 tháng 9 năm 2016.
38. 1 2  "Cabinet government – What is cabinet?". Te Ara: The Encyclopedia of New Zealand. ngày 20 tháng 6 năm 2012. Truy cập ngày 1 tháng 7 năm 2017.
39. ↑  "Seal of New Zealand Act 1977".
40. 1 2  Quentin-Baxter & McLean 2017, tr. 178.
41. ↑  "Our system of government". New Zealand Parliament. Truy cập ngày 30 tháng 6 năm 2017.
42. ↑  "Premiers and prime ministers". Te Ara: The Encyclopedia of New Zealand. ngày 13 tháng 12 năm 2016. Truy cập ngày 30 tháng 6 năm 2017.
43. ↑  "The Royal Assent – turning bills into law". New Zealand Parliament. ngày 5 tháng 7 năm 2018. Truy cập ngày 19 tháng 8 năm 2019.
44. ↑  Keith, Kenneth (2008). "On the Constitution of New Zealand: An Introduction to the Foundations of the Current Form of Government". Truy cập ngày 12 tháng 9 năm 2011.
45. ↑  "The Reserve Powers". Governor-General of New Zealand. Truy cập ngày 1 tháng 7 năm 2017.
46. ↑  "The Executive and the Whitlam Dismissal". Northern Territory University. Bản gốc lưu trữ ngày 13 tháng 10 năm 2016. Truy cập ngày 22 tháng 5 năm 2009.
47. ↑  "The Royal Prerogative of Mercy". Governor-General of New Zealand. Truy cập ngày 1 tháng 7 năm 2017.
48. ↑  Cox, Noel (tháng 12 năm 2007). "The Royal Prerogative in the Realms". Commonwealth Law Bulletin. 33 (4): 611–638. doi:10.1080/03050710701814839.
49. ↑  "A timeline of David Bain's case". Radio New Zealand (bằng tiếng Anh). ngày 2 tháng 8 năm 2016. Truy cập ngày 1 tháng 7 năm 2017.
50. 1 2  "International Role". gg.govt.nz (bằng tiếng Anh). Governor-General of New Zealand. ngày 15 tháng 6 năm 2017. Truy cập ngày 5 tháng 11 năm 2020.
51. ↑  Yang, Unity Elias (2014). Last Great Queen?: Elizabeth II, Mother of leadership, Seen from the crowd. AuthorHouse. tr. 189. ISBN 9781491895160.
52. ↑  Quentin-Baxter & McLean 2017, tr. 282–285.
53. ↑  "Review of Defence Force Standards of Behaviour". State Services Commission. ngày 16 tháng 7 năm 2002. Bản gốc lưu trữ ngày 16 tháng 12 năm 2007. Truy cập ngày 13 tháng 7 năm 2007.
54. ↑  "Armed forces – Governance of the New Zealand armed forces". Te Ara: The Encyclopedia of New Zealand (bằng tiếng Anh). ngày 20 tháng 6 năm 2012. Truy cập ngày 7 tháng 4 năm 2022.
55. 1 2  "The Governor-General's role as Commander-in-Chief". Governor-General of New Zealand. ngày 10 tháng 12 năm 2008. Bản gốc lưu trữ ngày 6 tháng 2 năm 2016. Truy cập ngày 24 tháng 10 năm 2016.
56. 1 2 3  "Governors and governors-general – Community duties". Te Ara: The Encyclopedia of New Zealand. ngày 28 tháng 9 năm 2016. Truy cập ngày 29 tháng 6 năm 2017.
57. 1 2  "Current Vice-regal patronages". Governor-General of New Zealand. Truy cập ngày 29 tháng 6 năm 2017.
58. ↑  "Trailblazers: Lady Victoria Plunket". The New Zealand Herald (bằng tiếng Anh). ngày 16 tháng 9 năm 2018. Truy cập ngày 19 tháng 8 năm 2019.
59. ↑  "Sir Keith Holyoake". Ministry for Culture and Heritage. ngày 15 tháng 7 năm 2014. Truy cập ngày 5 tháng 11 năm 2018. Last century most Governors-General were Freemasons, and they included visits to lodges in their tours of the country.
60. ↑  "The governance structure of St John". St John New Zealand. Truy cập ngày 5 tháng 11 năm 2018.
61. ↑  "Overview of The New Zealand Royal Honours System". www.dpmc.govt.nz/honours. Department of the Prime Minister and Cabinet. Truy cập ngày 27 tháng 3 năm 2013.
62. ↑  "Waitangi Day Garden Reception Ballot information" (bằng tiếng Anh). Governor-General of New Zealand. Truy cập ngày 5 tháng 11 năm 2020.
63. ↑  "Governor-General issues New Year message for 2009". Governor-General of New Zealand. ngày 2 tháng 1 năm 2009. Truy cập ngày 2 tháng 1 năm 2009.
64. 1 2  "The Governor-General's Rolls-Royce". NZHistory. Ministry for Culture and Heritage. Truy cập ngày 21 tháng 9 năm 2010.
65. ↑  "Cost of the Monarchy". Monarchy New Zealand. 2009. Bản gốc lưu trữ ngày 5 tháng 2 năm 2013. Truy cập ngày 2 tháng 10 năm 2010.
66. ↑  "Vote Prime Minister and Cabinet" (PDF). New Zealand Treasury. tháng 5 năm 2010. tr. 269–270. Bản gốc (PDF) lưu trữ ngày 26 tháng 5 năm 2010. Truy cập ngày 2 tháng 10 năm 2010.
67. ↑  "Monarchy New Zealand Calls for the Resignation of Republican Chair" (PDF). ngày 28 tháng 10 năm 2010. Bản gốc (PDF) lưu trữ ngày 22 tháng 7 năm 2011. Truy cập ngày 15 tháng 11 năm 2010.
68. ↑  "Civil List Act 1979". Knowledge Basket. Truy cập ngày 8 tháng 8 năm 2007.
69. ↑  "Governor-General Act 2010 No 122 (as at 01 March 2017), Public Act" (bằng tiếng Anh). New Zealand Legislation. Truy cập ngày 30 tháng 6 năm 2017.
70. ↑  Duff, Michelle (ngày 27 tháng 2 năm 2017). "Government House". Governor-General of New Zealand. Truy cập ngày 30 tháng 6 năm 2017.
71. ↑  "Government Houses $44m facelift". ngày 28 tháng 3 năm 2011. Truy cập ngày 18 tháng 4 năm 2011.
72. ↑  "Speech at the opening of the Government House Visitor Centre, Wellington". Government House, Wellington: Governor-General of New Zealand. ngày 14 tháng 11 năm 2012. Truy cập ngày 30 tháng 6 năm 2017.
73. ↑  "Governors and governors-general – Vice-regal support". Te Ara: The Encyclopedia of New Zealand. ngày 28 tháng 9 năm 2016. Truy cập ngày 24 tháng 10 năm 2018.
74. ↑  "Who we are" (bằng tiếng Anh). Department of the Prime Minister and Cabinet. Truy cập ngày 24 tháng 10 năm 2018.
75. ↑  "The Governor-General on the move". NZHistory. Ministry for Culture and Heritage. ngày 2 tháng 9 năm 2016. Truy cập ngày 9 tháng 11 năm 2018.
76. ↑  "Jaguar sale". Government House. ngày 16 tháng 8 năm 2011. Truy cập ngày 9 tháng 11 năm 2018.
77. ↑  "New flag for Governor-General" (Thông cáo báo chí). New Zealand Government. ngày 3 tháng 6 năm 2008. Truy cập ngày 24 tháng 10 năm 2018.
78. ↑  "The Governor-General's flag". Governor-General of New Zealand. Truy cập ngày 30 tháng 6 năm 2017.
79. ↑  "Other flags" (bằng tiếng Anh). Ministry for Culture and Heritage. Truy cập ngày 24 tháng 10 năm 2018.
80. ↑  "Half-masting the New Zealand Flag". Ministry for Culture and Heritage. ngày 30 tháng 11 năm 2017. Truy cập ngày 24 tháng 10 năm 2018.
81. ↑  "Instructions for Playing the Anthem", Encyclopaedia of New Zealand, Ministry for Culture and Heritage, 1966, Bản gốc lưu trữ ngày 25 tháng 4 năm 2009, truy cập ngày 15 tháng 3 năm 2025, If the first six bars only are used, as for a salute to the governor-general as the Queen's representative, the anthem is to be played "fortissimo" at M.M. 60 crotchets.
82. ↑  "2015 Order of Precedence in New Zealand" (PDF). Governor-general of New Zealand. Bản gốc (PDF) lưu trữ ngày 4 tháng 3 năm 2016. Truy cập ngày 30 tháng 6 năm 2017.
83. ↑  Clark, Helen (ngày 17 tháng 7 năm 2006). "Changes to rules around use of title". The Department of the Prime Minister and Cabinet of New Zealand. Bản gốc lưu trữ ngày 27 tháng 9 năm 2007. Truy cập ngày 21 tháng 8 năm 2007.
84. ↑  Cartwright, Silvia (ngày 23 tháng 6 năm 2006). "Modern aspects of the role of the Governor‑General of New Zealand". Governor-general of New Zealand. Truy cập ngày 13 tháng 8 năm 2007.
85. ↑  "Reinstatement of Titles In the New Zealand Honours System Questions and Answers" (PDF). beehive.govt.nz. New Zealand Government. Truy cập ngày 19 tháng 7 năm 2023.
86. ↑  Trendell, Hebert A. P. (1912). Dress worn at His Majesty's court: issued with the authority of the Lord Chamberlain. London: Harrison and Sons. tr. 49, 50. Truy cập ngày 28 tháng 10 năm 2018.
87. 1 2 3  Cox 2001, tr. 20.
88. 1 2  Orange, Claudia (1990), "Busby James", Dictionary of New Zealand Biography, truy cập ngày 25 tháng 10 năm 2018
89. ↑  Wards, Ian (1990), "FitzRoy, Robert", Dictionary of New Zealand Biography, truy cập ngày 22 tháng 10 năm 2018
90. ↑  King, Michael (2003). The Penguin History of New Zealand. Penguin.
91. ↑  McLean 2006, tr. 44.
92. ↑  Brett 2016, tr. 61.
93. ↑  McLean 2006, tr. 50.
94. ↑  McLean 2006, tr. 49.
95. ↑  Bohan, Edmund (1994). Edward Stafford: New Zealand's first statesman. Christchurch: Hazard Press. ISBN 0-908790-67-8.
96. ↑  Sinclair, Keith (ngày 7 tháng 4 năm 2006). "Dictionary of New Zealand Biography George Grey 1812 – 1898". Truy cập ngày 3 tháng 7 năm 2007.
97. ↑  McLean 2006, tr. 115.
98. ↑  McLean 2006.
99. ↑  McLean 2006, tr. 102–104.
100. ↑  Joseph 2014, tr. 155–157.
101. ↑  "Second Earl of Liverpool". Ministry for Culture and Heritage. Truy cập ngày 22 tháng 10 năm 2018.
102. ↑  "Self-government and independence – Towards a republic?". Te Ara: The Encyclopedia of New Zealand. ngày 20 tháng 6 năm 2012. Truy cập ngày 22 tháng 10 năm 2018.
103. ↑  Joseph 2014, tr. 140–141.
104. ↑  McLean 2006, tr. 256.
105. 1 2  "Governors and governors-general – Changing characteristics". Te Ara: The Encyclopedia of New Zealand. ngày 20 tháng 6 năm 2012. Truy cập ngày 22 tháng 10 năm 2018.
106. ↑  Quentin-Baxter & McLean 2017, tr. 120.
107. ↑  Quentin-Baxter & McLean 2017, tr. 121.
108. 1 2  Joseph 2014, tr. 154.
109. ↑  Joseph 2014, tr. 162.
110. ↑  "Sir Paul Reeves". Ministry for Culture and Heritage. Truy cập ngày 25 tháng 10 năm 2018.
111. ↑  "The Hon Dame Catherine Tizard, GCMG, GCVO, DBE, QSO". Governor-General of New Zealand. tháng 1 năm 1990. Truy cập ngày 23 tháng 10 năm 2018.
112. ↑  Leckie, Jacqueline. "Anand Satyanand: A prominent son of the Indian diaspora" (PDF). New Zealand Journal of Asian Studies. 16 (2): 31–46. Truy cập ngày 25 tháng 10 năm 2018.
113. ↑  Satyanand, Anand (ngày 18 tháng 2 năm 2009). Speech to Australasian Network of Pastoral Planners (Diễn văn). Wellington: Government House. Truy cập ngày 26 tháng 10 năm 2018. Much was made of the fact that I was New Zealand's first Governor-General of Asian descent. But there was almost no comment at all on my being New Zealand's first Governor-General who was also a Catholic.
114. 1 2  McLean 2006, tr. 315.
115. 1 2  Tizard 2010, tr. 263.
116. ↑  Tizard 2010, tr. 264.
117. ↑  "Governor-General visits Belgium for Passchendaele Commemoration". Government House. ngày 6 tháng 7 năm 2007.
118. ↑  "Queen Elizabeth II, Belgian royals pay tribute to allied soldiers of Passchendaele battle". International Herald Tribune. Associated Press. ngày 11 tháng 7 năm 2007. Bản gốc lưu trữ ngày 20 tháng 2 năm 2008.